# Michitarō Komatsubara
Michitarō Komatsubara (Yokohama, 20 luglio 1885 – Tokyo, 6 ottobre 1940) è stato un generale giapponese, comandante delle forze giapponesi durante la Battaglia di Khalkhin Gol.

## Biografia
Nativo di Yokohama nella Prefettura di Kanagawa, dove il padre lavorava come ingegnere navale, si laureò nella 18ª  classe dell'accademia dell'Esercito imperiale giapponese. Servì come attaché militare in Russia  dal 1909 al 1910, dove imparò a parlare fluentemente il russo. Dopo essere tornato in Giappone, fu assegnato a un numero di posizioni nello stato maggiore dell'Esercito imperiale giapponese e nel Consiglio supremo di guerra del Giappone. Nel 1914, prese parte alla prima guerra mondiale con la forza di spedizione giapponese nell'Assedio di Tsingtao. Dopo essere tornato in Giappone nel 1915, si laureò nella 27ª classe dell'Accademia dello stato maggiore e fu assegnato come comandante del 34º reggimento di fanteria.
Dal 1919, fu assegnato alla branca sovietica della 4ª  sezione (intelligence militare europea e statunitense), secondo ufficio dello stato maggiore dell'esercito imperiale giapponese. Dopo aver trascorso come istruttore all'accademia di guerra dal 1926 al 1927, ritornò a Mosca nuovamente come attaché militare dal 1927 al 1929.
Dopo essere tornato nuovamente in Giappone, divenne comandante del 57º reggimento di fanteria comando che tenne dal 1930 al 1932. Due anni dopo, divenne capo dell'agenzia speciale di Harbin in Manciukuò. Fu promosso a Maggior generale nel 1934 e ritornò in Giappone per prendere il comando dell'8ª brigata di fanteria. Successivamente dal 1936 al 1937, fu comandante della 1ª brigata della Guardia imperiale giapponese.
Promosso a Tenente generale nel 1936, fu riassegnato a comandante della 23ª divisione in Manciukuò, e servì nello stato maggiore dell'Armata del Kwantung. Si ritirò dall'esercito nel 1940, dopo oltre 35 anni di servizio militare. Successivamente al ritiro entrò a far parte dell'Associazione nazionale per la ricerca politica tenendo diversi incontri, condividendo le sue esperienze con i russi e nella Battaglia di Khalkhin Gol. Nonostante avesse la fama di esser un uomo di indole gentile, manteneva una certa oscurità sulla sua vita. In seguito fu ammesso all'ospedale dell'Università imperiale di Tokyo, dove gli fu diagnosticato un cancro allo stomaco. Trasferito alla scuola medica dell'esercito imperiale giapponese, morì all'età di 54 anni il 6 ottobre del 1940, giusto 8 mesi dopo essersi ritirato dall'esercito imperiale.